# اش هیل (کالیفرنیا)
اش هیل (به انگلیسی: Ash Hill) یک منطقهٔ مسکونی در ایالات متحده آمریکا است که در شهرستان سن برناردینو، کالیفرنیا واقع شده‌است. اش هیل ۵۹۱٫۹۳ متر بالاتر از سطح دریا قرار دارد.